# Собрание в Сакифе

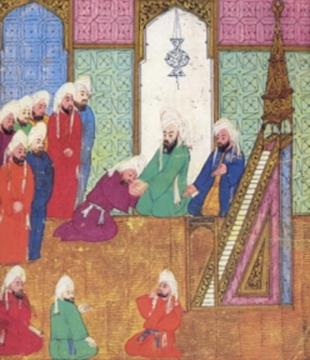
Персидская миниатюра, иллюстрирующая клятву, данную Абу Бакру в Сакифе

Собрание в Сакифе (ас-Сакифе) состоялось в 632 году от Р. Х. (11 году хиджры), сразу после смерти исламского пророка Мухаммеда. Целью первоначально собравшихся здесь ансаров (сторонников Мухаммеда из Медины), вероятно, было установление своей власти над государством, созданным силами Мухаммеда и его сподвижников, с исключением мекканцев из руководящего состава. Узнав об этом, на событие прибыли 8 мекканцев во главе с Умаром ибн аль-Хаттабом и Абу Бакром ас-Сиддиком. После последовавших споров, ругани и рукоприкладства, ансары признали власть за Абу Бакром, вероятной целью которого было не допустить передачи власти Али ибн Абу Талибу, которого вполне могли предложить как преемника Мухаммеда его родственники-ансары.

## Ход событий
Сразу же после смерти исламского пророка Мухаммеда в 632 году н. э. (11 году хиджры) в Сакифе состоялось всеобщее собрание его сторонников из Медины — ансаров. Их целью вполне мог быть вопрос восстановления собственной единоличной власти над городом с намеренным исключением переселенцев (мухаджиров) из Мекки из ветвей власти. Когда Умар ибн аль-Хаттаб и Абу Бакр ас-Сиддик, два известных сподвижника и родственника Мухаммеда, узнали об этом собрании, они резко бросили свои дела и поспешили туда. Ряд исламских источников сходятся во мнении о том, что им удалось прорваться на место встречи ансаров. Их сопровождали Абу Убайда ибн аль-Джаррах и ещё пять сподвижников; вместе они были единственными мекканцами на этом событии.
По прибытии на место Абу Бакр сообщил, что большинство арабов не признают верховную власть того, кто не принадлежит к мекканскому племени курайшитов. Кроме того он утверждал, что мекканцы являются более достойными преемниками и потому, что приняли ислам раньше, а также имеют более именитую родословную и ближе к самому Мухаммеду по родственным связям, чем ансары. Затем он взял за руки стоявших рядом с ним Абу Убайду и Умара и предложил мединцам выбрать одного из них в качестве достойного преемника Мухаммеда, а также согласился, что Медину должен возглавлять представитель ансаров, но под верховной властью кого-то из курайшитов. Переговоры зашли в тупик, из которого мусульмане не могли выйти всю ночь и весь следующий день. Изначально противоборствующие группы красноречиво излагали своё мнение по вопросу преемственности, однако затем эти речи перешли в крики, рукоприкладство и борьбу за власть. Сад ибн Убада, вождь мединского племени бану аль-Хазрадж обвинил мекканцев в сговоре с целью захватить всё наследие Мухаммеда себе. Тогда Умар взял Абу Бакра за руку и поклялся ему в верности. В конечном счёте такая преданность заставила ансаров, включая Сада ибн Убаду, подчиниться курайшитам и последовать примеру Умара.
Первоначальная ругань и насилие, по мнению арабиста В. Маделунга, может указывать на тот факт, что значительная часть ансаров могла изначально отказаться следовать примеру Умара. В противном случае в насилии, по мнению учёного, не было бы необходимости. Некоторые арабские источники утверждают, что после того как Умар поклялся Абу Бакру в верности, некоторые ансары заявили, что не будут подчиняться никому кроме как Али ибн Абу Талибу, которого они считают единственным законным преемником. Последний при этом не присутствовал на совете, и Умар сделал всё, чтобы его имя даже не было упомянуто во время выбора преемника. В конце концов, мекканцам удалось навязать свою волю ансарам. По мнению Маделунга, им помогли два фактора. Первым фактором было то, что две ключевые фигуры порвали с остальными ансарами и поддержали Абу Бакра: Усайд ибн Худайр, лидер соперничавшего племени бану Аус, и Башир ибн Сад, внутренний соперник Саада ибн Убады из племени бану аль-Хазрадж. Вторым фактором стало своевременное прибытие племени бану Аслам, представители которого в большом количестве заполонили улицы города. Они проживали за его стенами и были давними врагами ансаров, в связи с чем охотно бы поддержали противоборствующих им курайшитов. Умар часто отмечал: «Только когда я увидел племя Аслам, я убедился в нашей победе».

## Оценки
В историографии это событие нередко обозначают как «закулисную сделку» или фактический «переворот», на исход которого повлияли межплеменные отношения, выстроенные ещё в доисламскую эпоху, ровно как и доисламская внешняя политика племён. Из-за отсутствия ближайших членов семьи Мухаммеда законность собрания и принятых на нём решений историки оценивают как ничтожную. Позже Умар предостерегал мусульман следовать его примеру. В нём не принимали участие ближайшие члены семьи Мухаммеда — его вдовы и зять, ровно как и большинство мекканцев. В частности во время собрания Али занимался вопросами захоронения тестя вместе со многими членами его семьи, и о результатах переговоров он и остальная родня узнали, вероятнее всего, постфактум. На собрании не удалось достичь консенсуса по многим вопросам. По предположению Маделунга, если бы переговоры ещё задержались, то ансары могли бы выдвинуть Али в качестве своей кандидатуры на пост преемника Мухаммеда, в связи с этим решение принималось быстро, что позже признал и сам Умар, который называл его поспешным. По словам Маделунга, всеобщие выборы однозначно привели бы к назначению Али на пост преемника, поскольку ансары скорее поддержали бы его как человека, что был их роднёй, а также из-за того, что он, вероятно, стал вторым мужчиной после Мухаммеда, который принял ислам. На стороне Али была и логика стандартной династической преемственности. Развернувшуюся в дальнейшем жестокую гражданскую войну, что фактически началась с убийства Усмана и прервалась только с убийством Али, Маделунг называет «карой небес» за данное собрание.

## Последствия
Скорее всего Мухаммеда похоронили уже после того, как собрание в Сакифе закончилось. По словам Маделунга, после этого Умар находился на улице, где при поддержке племён Аслам и Аус добивался от мединцев всеобщего признания Абу Бакра. Некоторые сподвижники Мухаммада, в частности Али ибн Абу Талиб и его сторонники среди племенной знати, изначально отказались признать Абу Бакра наследником Мухаммеда. Попытка Умара и его помощников по приказу Абу Бакра противостоять Али привела к нападению на дом его супруги и дочери Мухаммеда Фатимы, которая, возможно, привела к значительному насилию. Фатима умерла через несколько месяцев после этого события, и вплоть до этого момента Али пассивно сопротивлялся власти Абу Бакра. По утверждению Маделунга, в это время, когда Абу Бакр уверял о своей любви и уважении к семье Мухаммеда, Али видел в его глазах лишь лицемерие. После кончины супруги Али отказался отстаивать свои претензии на халифат, вероятно опасаясь, что в столь тяжёлое время ислам может окончательно расколоться. В дальнейшем один из арабских поэтов предложил Али зачитать своё стихотворение о том, как его и его сторонников «обманули самым чудовищным образом». Али отказался, заявив, что «благополучие ислама для него дороже всего остального».
Среди шиитов распространено мнение, что именно нападение на дом привело к смерти Фатимы, поскольку она получила там раны, не совместимые с жизнью. Это утверждение отвергается суннитами, в то время как в научной среде нет возможности подтвердить или опровергнуть ту или иную точку зрения, однако известно, что перед смертью последним желанием Фатимы стало отсутствие Абу Бакра и Умара на её похоронах.
Данный конфликт стал первым предвестником надвигающегося раскола в исламе. В дальнейшем сторонники Абу Бакра получили известность как сунниты, а сторонники Али — как шииты.